# Bengt Euphrasén
Bengt Anders Euphrasén (né le 26 avril 1755 dans la paroisse d'Habo en Westrogothie et mort le jour de Noël 1796 à Stockholm) est un botaniste, ichtyologiste et explorateur suédois.

## Biographie
Bengt Euphrasen fait ses premières études à Visingsö, puis après avoir commencé des études de vétérinaire à Skara, il décide d'entrer comme jeune matelot à la Compagnie suédoise des Indes orientales et s'embarque à bord de la Louisa Ulrica à destination de la Chine, où il finit par recueillir des spécimens de flore pour le naturaliste Clas Alströmer.
À son retour en Suède, il herborise dans le Bohuslän (il s'intéresse en particulier aux euphraises) et entre à l'université d'Uppsala le 24 février 1783. Il est plus âgé et plus expérimenté que ses compagnons d'études après ses années en mer.
Finalement il devient - sur la recommandation de Clas Alströmer - bibliothécaire à l'Académie royale des sciences de Suède. Celle-ci finance une expédition de naturalistes jusqu'à l'île de Saint-Barthélémy à laquelle il prend part. Elle appareille en novembre 1787 et arrive en février 1788. Il étudie la flore et les poissons des îles, demeurant à Saint-Barthélémy du 8 février au 17 avril 1788, les deux jours suivants à Saint-Eustache, et du 17 avril au 19 juin 1788 à Saint-Christophe. À son retour en août, il est nommé botaniste-démonstrateur.
Sa collection botanique est étudiée et décrite par Johan Emanuel Wikström.

## Publications
- Raja narinari; in Neue Abhandlungen der Kgl. Schwedischen Akademie; T. 11, pp. 205–207; 1790
- Aetobatus narinari; 1790
- Carl von Linné Termini Botanici, eller botaniska Ord; 1792
- Beskrifning öfver svenska vestindidiska ön St. Barthelemi, samt öarne St. Eustache och St. Christopher; Stockholm, Anders Zetterberg, 1795

## Sources de la traduction
- (sv) Cet article est partiellement ou en totalité issu de l’article de Wikipédia en suédois intitulé « Bengt Euphrasén » (voir la liste des auteurs).

- (de) Cet article est partiellement ou en totalité issu de l’article de Wikipédia en allemand intitulé « Bengt Anders Euphrasén » (voir la liste des auteurs).